# Лукш, Рихард
Рихард Лукш (нем. Richard Luksch; 23 января 1872[…], Вена — 21 апреля 1936, Гамбург) — австрийский и немецкий скульптор и керамист.

## Биография
Окончив школу и отслужив добровольцем один год в армии, Рихард Лукш поступил в Мюнхенскую академию художеств, где обучался рисованию, живописи и скульптуре. Его самым известным творением стала скульптура странника в натуральную величину, изготовленная из дубового дерева и ракушечника. Лукш неоднократно участвовал в выставках Венского сецессиона и в мюнхенском Стеклянном дворце. Имел собственную мастерскую в Мюнхене.
Рихард Лукш был женат дважды: его первой супругой стала художница Елена Маковская, дочь русского художника Константина Егоровича Маковского, во второй раз Лукш женился в 1923 году на танцовщице Урсуле Фальке. В 1934 году за критическое отношение к национал-социалистическому режиму и участие в Гамбургском художественном фестивале Лукш был досрочно уволен с государственной службы.
Рихард Лукш входил в группу художников, объединившихся вокруг Густава Климта и покинувших в 1905 году Венский сецессион. Лукш сотрудничал с Венскими мастерскими над интерьерами Пуркерсдорфского санатория и брюссельского дворца Стокле, а также с Отто Вагнером над статуями для церкви Ам-Штайнхоф. В 1907—1936 годах Лукш преподавал в Гамбургской школе прикладного искусства. В течение всей жизни Рихард Лукш оставался верным югендстилю, тем не менее, в последние годы его стиль стал более «геометрически резким».
Учениками Лукша считаются Нико Вёльк, Густав Вейданц, Ганс Мартин Рувольдт, Карл Опферман, Вилли Ламмерт, Альвин Блауэ, Хильдегард Домицлафф, Карл Аллёдер, Карл Август Орт и Ганс Петер Феддерзен.

## Избранные произведения

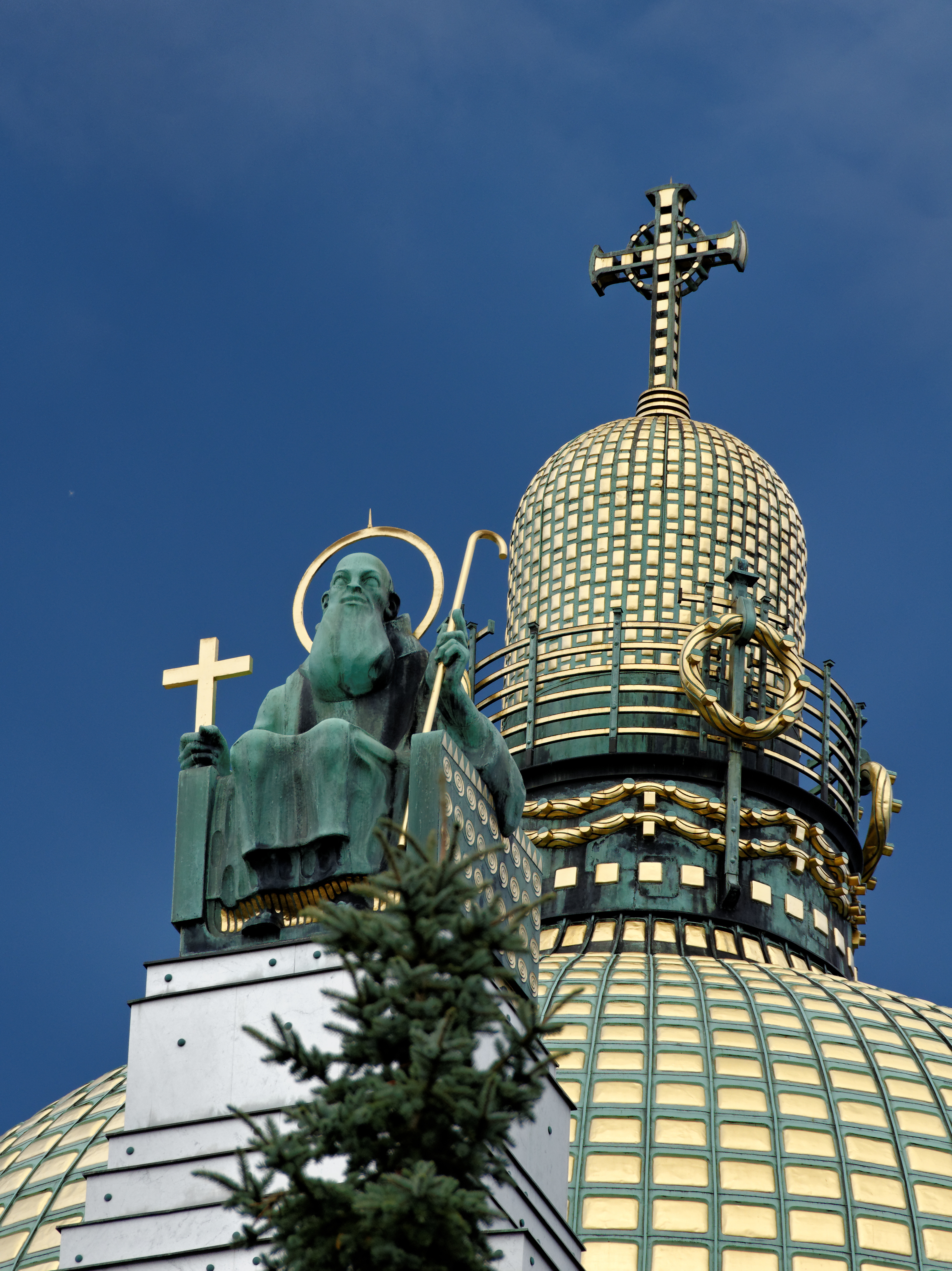
Статуя Святого Северина на башне церкви Ам-Штайнхоф

- Бюст Франца Иосифа I в вестибюле Венских почтовых сберегательных касс; 1905—1906
- Скульптуры святых Леопольда и Северина на башнях церкви Ам-Штайнхоф в Вене; 1906—1907
- Бюст Франца Иосифа I, 1907, бронза, Военно-исторический музей, Вена
- Женские фаянсовые скульптуры для брюссельского дворца Стокле, Гамбургский музей искусства и ремёсел; 1905
- Скульптурные рельефы для нового здания Гамбургской высшей школы изобразительных искусств; 1911—1912
- Мемориал павшим в Первую мировую войну на Нинштедтенском кладбище в Гамбурге; 1920
- Деревянная скульптура семи девственниц по мотивам стихотворения Германа Клаудиуса на станции «Юнгфернштиг» Гамбургского метрополитена; 1936